# أشوك
أشوك هو ممثل هندي، ولد في 12 سبتمبر 1951 في الهند.

## وصلات خارجية
- أشوك على موقع IMDb (الإنجليزية)
- أشوك على موقع قاعدة بيانات الفيلم (الإنجليزية)